# Der letzte Zivilist
Der letzte Zivilist ist ein Exilroman von Ernst Glaeser, welcher die letzten Jahre der Weimarer Republik bis zur Machtübernahme durch die Nationalsozialisten thematisiert (August 1927 bis Mai 1933).
Hauptort der Handlung ist die kleine fiktive Stadt „Siebenwasser“, welche württembergische Züge trägt.
Der Roman erschien 1935 zeitgleich in Zürich und Paris.

## Inhalt

### Handlung
Johann Caspar Bäuerle lebt mit seiner Familie in Siebenwasser, sein stark antipreußisch und frankophil veranlagter Vater arbeitet als Tischler. Die Familie wandert gemeinsam nach Amerika aus. Dort stirbt der Vater, jedoch schafft es Johann mit einer Erfindung zu Wohlstand und dadurch zu einer Fabrik. Nach dem Erreichen seines sechzigsten Lebensjahres und dem Tod seiner Frau bei der Geburt seiner Tochter beschließt er, als Pensionär mit seiner Tochter in die ehemalige Heimat Siebenwasser zurückzukehren. Dort erwirbt er für diesen Zweck ein altes Landgut, welches er modernisiert.
Zwischenzeitlich beginnt der politische Aufstieg der Nationalsozialisten auch Siebenwasser zu erreichen, wodurch es zu verschiedenen Intrigen kommt. Diese gipfeln in einem Theaterskandal, inszeniert von Dr. Kalahne, dem Sekretär des sozialdemokratischen Oberbürgermeisters. Dr. Kalahne arbeitet zunächst verdeckt, jedoch stetig unverblümter für die Bewegung der Nationalsozialisten. Dabei erlangt das Netzwerk der Rechten immer mehr Einfluss und Anhänger in der Stadt.
Beispielsweise der Schüler Hanns Diefenbach lässt sich von propagandistischen Zeitungsartikeln, geschrieben von Dr. Kalahne, beeinflussen und stört gemeinsam mit Gesinnungsfreunden eine Theateraufführung. Die Folge ist, dass Diefenbach die Schule verlassen muss und in die örtliche SA-Organisation gerät. Zwischen ihm und dem SA-Organisator kommt es zu einer homoerotischen Beziehung.
Als sich Diefenbach auf Bäuerles Landgut bewirbt, verliebt er sich in dessen Tochter Irene. Das führt dazu, dass er sich von der SA und seinem Freund entfernt. Seine Mutter hingegen lernte derweil einen hohen NS-Beamten namens Dern kennen, welcher später Gauleiter wird. Während einer Schlägerei bekennt sich Diefenbach gegen die SA und seine Mutter stellt sich im Anschluss gegen ihn, weshalb Diefenbach aus der SA-Organisation geworfen wird. Gleichzeitig wird bekannt, dass Irene ein Kind von Diefenbach erwartet.
Dern wird daraufhin ein Missbrauch von Parteigeldern vorgeworfen, was eine Untersuchung durch den ehemaligen SA-Freund Diefenbachs veranlasst. Der schafft es jedoch durch einen Trick, einen durch deren Beziehung beschämenden Briefwechsel von Diefenbach und seinem ehemaligen SA-Freund zu veröffentlichen. Diefenbach erschießt sich in Folge auf Bäuerles Landgut, da er diese Bloßstellung nicht ertragen kann.
Der alte Bäuerle, der immer in der Öffentlichkeit für liberales und humanistisches Gedankengut kämpfte, verzweifelt an der Situation und der politischen Entwicklung Deutschlands. Deshalb beschließt er, mit Irene und seinem neugeborenen Enkel nach Amerika zurückzukehren.

### Historische Vorbilder einiger Figuren
Manche Figuren der Handlung kann man als bekannte Figuren des Nationalsozialismus wiedererkennen.
Beispielsweise erinnert Dr. Kalahne mit seiner Propaganda an Joseph Goebbels. Es wirkt nicht weit hergeholt, in Gauleiter Dern den Antisemiten Julius Streicher, den Gauleiter von Franken, wiederzuerkennen, da dieser wie Dern ebenfalls Gauleiter war und eine Untersuchung innerhalb der Partei aufgrund von Korruption erfuhr (siehe Artikel Julius Streicher).
Die Erschießung eines jungen SA-Mitglieds im Haus einer Prostituierten erinnert außerdem an den Mord an dem SA-Mann Horst Wessel.

## Form
Eine formale Besonderheit des Werkes ist, wie der Handlungsablauf oft durch einen Wechsel der Erzählhaltung sowie häufige Rückblenden durchbrochen wird. Außerdem fällt auf, dass einige Kapitel sehr konstruiert wirken und viele Stimmungsbilder als konventionell bezeichnet werden können.
Man kann zudem sagen, dass es nicht wirklich um individuelle Schicksale geht, sondern die Figuren und Einwohner dieser fiktiven Stadt modellhaft auf die damalige deutsche Bevölkerung übertragen werden können.
Zudem lassen sich ausgewählte Situationen als Parabel verstehen.

## Wirkungsgeschichte
Der Roman wurde in mehrere Sprachen übersetzt. Dazu gehören Französisch, Japanisch, Schwedisch, Dänisch, Englisch, Spanisch und Niederländisch.

## Verfilmung
Es fand eine gleichnamige deutsch-französische TV-Verfilmung des Romans durch Laurent Heynemann (Regie) und Claude Veillot (Drehbuch) statt. Produziert wurde der Film von TV 60 Filmproduktion GmbH (München) und Progéfi S.A. (Paris) im Auftrag des ZDF (Mainz) und der T.F.1 Films Production (Paris). Der französische Titel des Films lautet „Le dernier civil“
Der Film wurde im November 1984 erstmals im deutschen Fernsehen ausgestrahlt. Die Filmlänge beträgt zwei Mal 90 Minuten.
Die Hauptdarsteller des Films sind unter anderem:
| Max von Sydow        | als | Gérard Bauerle   |
| Thomas Schücke       | als | Hans Dieffenbach |
| Pascale Rocard       | als | Irène Bauerle    |
| Günther Maria Halmer | als | Kalahne          |
| Michael Horst        | als | Kern             |

## Ausgaben
Das Werk „Der letzte Zivilist“ wurde zum ersten Mal 1935 im Humanitas Verlag in Zürich und im Europäischen Merkur in Paris veröffentlicht. Das Werk umfasst 406 Seiten.
Des Weiteren erschien eine zweite Auflage 1946 im Freiheit-Verlag in Heidelberg. Diese Version umfasst 413 Seiten.
Eine französische Übersetzung erschien unter dem Namen Le dernier civil: roman 1937 in Paris im Verlag B. Grasset. Die DNB führt zu dem Werk insgesamt zehn fremdsprachige Titel auf.
2017 wurde das Werk mit dem Titelzusatz „Ein Szenario“ im Verlag Autonomie und Chaos in Berlin veröffentlicht. Der Herausgeber ist Mondrian Graf von Lüttichau, von welchem auch ein Nachwort enthalten ist. Diese Fassung besteht aus 302 Seiten und ist kostenfrei zugänglich.